# Rońsko
Rońsko – wieś w Polsce położona w województwie lubelskim, w powiecie krasnostawskim, w gminie Krasnystaw.
Do tragiczych wydarzeń doszło w Rońsku w czasie niemieckiej agresji na Polskę w 1939. Po zajęciu wsi przez wojska niemieckie, żołnierze 18 września zastrzelili 12 chłopów oraz spalili wiele zabudowań we wsi.
W latach 1975–1998 miejscowość administracyjnie należała do województwa chełmskiego.
Wieś stanowi sołectwo gminy Krasnystaw. Według Narodowego Spisu Powszechnego (III 2011 r.) wieś liczyła 101 mieszkańców.
Wierni Kościoła rzymskokatolickiego należą do parafii św. Franciszka Ksawerego w Krasnymstawie.